# История праздников России
История праздников России включает праздники (памятных дней) в Российской империи, СССР и Российской Федерации.
Нерабочими праздничными днями, обязательными для всех работодателей, были установлены законом от 2 июня 1897 года «О продолжительности и распределении рабочего времени в заведениях фабрично-заводской и горной промышленности». Все они были православными, за исключением Царских дней и Нового года, которые считались «объявленными по Высочайшему повелению» (хотя и в Новый год православная церковь отмечает праздник, отнесённый к разряду великих, Обре́зание Господне и память святителя Василия Великого):
непереходящие:
1 января — Обрезание Господне (также Новый год);
6 января — Крещение Господне;
2 февраля — Сретение Господне;
25 марта — Благовещение Пресвятой Богородицы;
29 июня — Святых апостолов Петра и Павла;
6 августа — Преображение Господне;
15 августа — Успение Пресвятой Богородицы;
29 августа — Усекновение главы Иоанна Крестителя;
8 сентября — Рождество Пресвятой Богородицы;
14 сентября — Воздвижение Креста Господня;
1 октября — Покров Пресвятой Богородицы;
21 ноября — Введение во храм Пресвятой Богородицы;
25—26 декабря — Рождество Христово (с первым днём попразднства);
переходящие:
пятница и суббота Сырной седмицы;
Неделя 6-я Великого поста, ваий — Вход Господень в Иерусалим;
четверг, пятница и суббота Страстной седмицы;
Пасха и Светлая седмица;
четверг 6-й седмицы по Пасхе — Вознесение Господне;
Неделя 8-я по Пасхе — Пятидесятница;
понедельник 1-й седмицы по Пятидесятнице — Духов день.
Для работников «инославных вероисповеданий» разрешалось не вносить в расписание те праздники, которые не чтутся их религией, но при этом можно было вносить в расписание иные праздничные дни «сообразно закону их веры».
Неприсутственными днями до 1918 года считались дни воскресные, все двунадесятые праздники православной церкви, некоторые иные церковные (Покров, Усекновение главы Иоанна Предтечи, иконы Казанской Божией Матери и некоторые др.), табельные, а также объявленные (до 2 марта 1917 года) неприсутственными по Высочайшему повелению. В губерниях бывшего Царства Польского неприсутственными днями считались дни католических праздников, чествуемых по новому стилю. В судебных местах до революции считалось неприсутственным время с 24 декабря по 1 января.
В СССР ежегодно праздновались День Красной (советской) армии (23 февраля) и День Великой Октябрьской социалистической революции (7 ноября). В первый праздник ежегодно демонстрировался фильм «Чапаев», во второй — «Ленин в Октябре» и «Ленин в 1918 году», где ясно были обозначены образы «своих» (большевики, народные массы, выходцы из низов) и «чужих» (монархисты, Белая армия, буржуи, представители Антанты). День Октябрьской революции отмечали массовыми демонстрациями, в которых была обязана принимать участие советская общественность. В отдельных предприятия и районы города формировались свои колонны, несущие красные флаги и транспаранты, в том числе портреты основателей государства и его текущих руководителей, подчеркивая историческую преемственность. Участие в данных мероприятиях являлось обязательным, хотя и рассматривалось как почетная обязанность, а отказ вызывал подозрения в антисоветских настроениях и грозил неприятностями.
Социологические опросы показывают, что единственными праздниками, сохраняющими популярность в постсоветской России, остались Новый год и День Победы 9 мая. Государство постепенно вводит новые праздники, которые с течением времени обретают некоторую популярность, например, День народного единства 4 ноября.

## C 30 июля 1905 года
30 июля 1904 года родился новый наследник престола, в связи с чем в месяцеслов были внесены некоторые коррективы:
- Отменялся выходной день 22 ноября — Рождение и Тезоименитство ГОСУДАРЯ НАСЛЕДНИКА (великого князя Михаила Александровича).
- Вводились два новых выходных дня: 30 июля — Рождение ГОСУДАРЯ НАСЛЕДНИКА и 5 октября — Тезоименитство ГОСУДАРЯ НАСЛЕДНИКА (великого князя Алексея Николаевича).

Неприсутственные дни на 1917 год (даты указаны по старому стилю):
| Месяц    | День        | Сокращённое наименование праздников                               | Полное наименование |
| -------- | ----------- | ----------------------------------------------------------------- | --- |
| Января   | 1           | Новый год                                                         | |
| Января   | 6           | Богоявление                                                       | Крещение Господа Бога и Спаса нашего Иисуса Христа |
| Февраля  | 2           | Сретение Господне                                                 | Сретение Господа Бога и Спаса нашего Иисуса Христа |
| Февраля  | 10—11       | Масленица                                                         | пятница и суббота Сырной седмицы |
| Марта    | 25          | Благовещение                                                      | Благовещение Пресвятой Владычицы нашей Богородицы и Приснодевы Марии                                                                                    |
| Марта    | 26          | Вход Господень в Иерусалим                                        | Вход в Иерусалим Господа Бога и Спаса нашего Иисуса Христа                                                                                              |
| Марта    | 30-1 апреля | страстная неделя                                                  | пятница и суббота Страстной седмицы |
| Апреля   | 2-8         | Пасхальная неделя                                                 | 2 апреля — Пасха Христова; 3—8 апреля — Дни Светлой седмицы                                                                                             |
| Апреля   | 23          | Тезоименитство ГОСУДАРЫНИ ИМПЕРАТРИЦЫ                             | Тезоименитство Ея императорского Величества ГОСУДАРЫНИ ИМПЕРАТРИЦЫ АЛЕКСАНДРЫ ФЕОДОРОВНЫ                                                                |
| Мая      | 6           | Рождение ГОСУДАРЯ ИМПЕРАТОРА                                      | Рождение Его Императорского Величества, ГОСУДАРЯ ИМПЕРАТОРА НИКОЛАЯ АЛЕКСАНДРОВИЧА                                                                      |
| Мая      | 9           | Святителя Николая Чудотворца                                      | День святителя Николая, архиепископа Мир Ликийских чудотворца                                                                                           |
| Мая      | 11          | Вознесение Господне                                               | Вознесение Господа Бога и Спаса нашего Иисуса Христа |
| Мая      | 14          | Коронование ИХ ИМПЕРАТОРСКИХ ВЕЛИЧЕСТВ                            | Священное коронование Их Императорских Величеств, ГОСУДАРЯ ИМПЕРАТОРА и ГОСУДАРЫНИ ИМПЕРАТРИЦЫ                                                          |
| Мая      | 21          | Пятидесятница                                                     | День Святыя и Живоначальныя Троицы |
| Мая      | 22          | День Св. Духа                                                     | |
| Мая      | 25          | Рождение ГОСУДАРЫНИ ИМПЕРАТРИЦЫ                                   | Рождение Ея Императорского Величества, ГОСУДАРЫНИ ИМПЕРАТРИЦЫ АЛЕКСАНДРЫ ФЕОДОРОВНЫ                                                                     |
| Июня     | 29          | Свв. Апп. Петра и Павла                                           | День Святых Славных и Всехвальных Первоверховных Апостолов Петра и Павла                                                                                |
| Июля     | 22          | Тезоименитство Вдовствующей ГОСУДАРЫНИ ИМПЕРАТРИЦЫ                | Тезоименитство Ея Императорскаого Величества, ГОСУДАРЫНИ ИМПЕРАТРИЦЫ МАРИИ ФЕОДОРОВНЫ                                                                   |
| Июля     | 30          | Рождение НАСЛЕДНИКА ЦЕСАРЕВИЧА                                    | Рождение Его Императорского Высочества, ГОСУДАРЯ НАСЛЕДНИКА ЦЕСАРЕВИЧА АЛЕКСЕЯ НИКОЛАЕВИЧА                                                              |
| Августа  | 6           | Преображение Господне                                             | Прербражение Господа Бога и Спаса нашего Иисуса Христа                                                                                                  |
| Августа  | 15          | Успение Пресвятой Богородицы                                      | Успение Пресвятой Владычицы нашей Богородицы и Приснодевы Марии                                                                                         |
| Августа  | 29          | Усекновение главы Иоанна Предтечи                                 | Усекновение главы Святаго Пророка, Предтечи и Крестителя Господня Иоанна                                                                                |
| Августа  | 30          | Благовернаго кн. Александра Невскаго                              | День святаго благоверного князя Александра Невскаго |
| Сентября | 8           | Рождество Пресвятой Богородицы                                    | Рождество Пресвятой Владычицы нашей Богородицы и Приснодевы Марии                                                                                       |
| Сентября | 14          | Воздви́жение Креста Господня                                       | Воздви́жение Честна́го и Животворящаго Креста Господня |
| Сентября | 26          | Ап. и Евангелиста Иоанна Богослова                                | День святаго апостола и Евангелиста Иоанна Богослова |
| Октября  | 1           | Покров Пресвятыя Богородицы                                       | Покров Пресвятой Владычицы нашей Богородицы и Приснодевы Марии                                                                                          |
| Октября  | 5           | Тезоименитство НАСЛЕДНИКА ЦЕСАРЕВИЧА                              | Тезоименитство Его Императорского Высочества, ГОСУДАРЯ НАСЛЕДНИКА ЦЕСАРЕВИЧА АЛЕКСЕЯ НИКОЛАЕВИЧА                                                        |
| Октября  | 21          | Восшествие на престол ГОСУДАРЯ ИМПЕРАТОРА                         | Восшествие на престол Его Императорского Величества ГОСУДАРЯ ИМПЕРАТОРА НИКОЛАЯ АЛЕКСАНДРОВИЧА                                                          |
| Октября  | 22          | Казанской иконы Божией Матери                                     | |
| Ноября   | 14          | Рождение Вдовствующей ГОСУДАРЫНИ ИМПЕРАТРИЦЫ                      | Рождение Ея Императорского Величества, ГОСУДАРЫНИ ИМПЕРАТРИЦЫ МАРИИ ФЕОДОРОВНЫ                                                                          |
| Ноября   | 21          | Введение во храм Пресвятыя Богородицы                             | Введение во храм Пресвятой Владычицы нашей Богородицы и Приснодевы Марии                                                                                |
| Декабря  | 6           | Святителя Николая Чудотворца и Тезоименитство ГОСУДАРЯ ИМПЕРАТОРА | День святителя Николая, архиепископа Мир Ликийских, чудотворца. Тезоименитство Его Императорского Величества ГОСУДАРЯ ИМПЕРАТОРА НИКОЛАЯ АЛЕКСАНДРОВИЧА |
| Декабря  | 25-27       | Празднование Рождества Христова                                   | Три дня праздника Рождества Господа Бога и Спаса нашего Иисуса Христа                                                                                   |

Примечание к таблице:

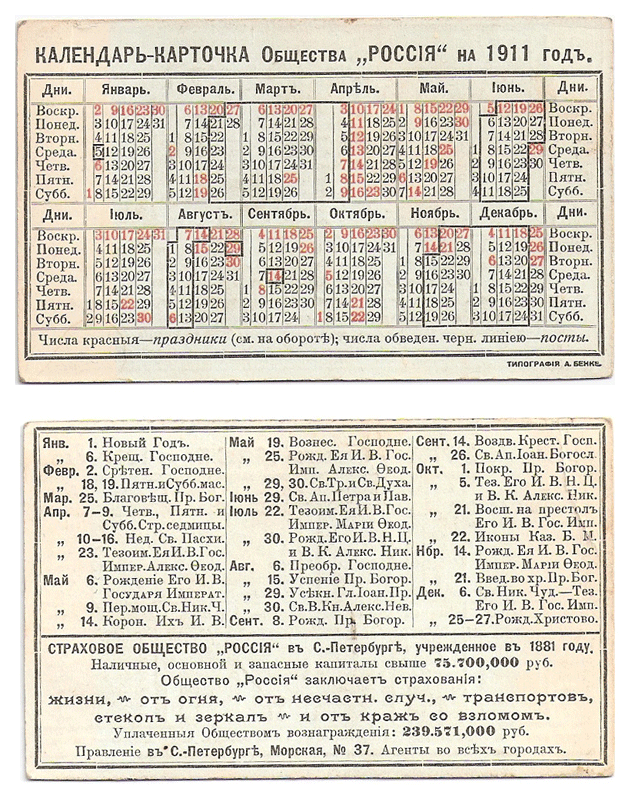
Календарь-карточка общества «Россия» на 1911 год. На обороте — перечень праздников.

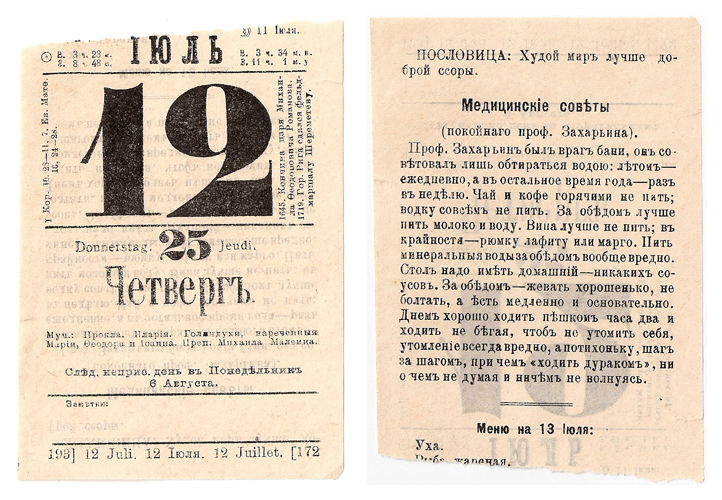
Лист дореволюционного отрывного календаря. Под словом «четверг» указано — когда следующий неприсутственный (нерабочий) день.

- Все праздники, кроме тех, которые отмечены розовым цветом, постоянно приходились на указанные числа (в период с 1905 по 1917 год). Царские дни можно считать относительно постоянными, поскольку менялись не так часто (в зависимости от изменений в Царствующем Доме, с 1905 года и до самой революции изменений не было.)
- Переходящие праздники отмечены розовым цветом. Они постоянно приходились на одни и те же дни недели, но дата их празднования переходила на разные числа в разные годы. Это четыре группы выходных дней:
  - Два дня масленицы (пятница и суббота)
  - Два дня Страстной седмицы (пятница, суббота) и идущая за ними пасхальная неделя. Всего — 10 выходных дней подряд (включая воскресенье следующей недели).
  - Вознесение
  - Два дня подряд — Троица и Духов день
- Вход Господень в Иерусалим иногда включался в список официальных выходных дней, а иногда не включался (всегда приходится на воскресенье). Однако, по дореволюционным законам — официальный выходной день, поскольку является двунадесятым праздником. Данный праздник также переходящий.
- Праздники могли совпадать, то есть в один день могло быть сразу два праздника.
- Изредка в старых календарях встречаются «вариации»:
  - Вместо четверга, пятницы и субботы Страстной седмицы — только пятница и суббота.
  - В календарях из Владимира (в 1902, 1905 и 1906 годах) — дополнительные два праздничных дня: 21 мая — Принесение во Влад. Чуд. Ик. Б. М. «Боголюбския» и 16 июня — Проводы ик. «Боголюбския» Б. М. из Владимира. В 1903, 1904, 1916 и 1917 гг. в календарях из Владимира таких особенностей нет.

Примечание: наименования церковных праздников даны в том произношении, в котором напечатаны в календаре, то есть по-славянски. Отчество императриц (Феодоровна) дано по-старому.

## Со 2 марта 1917 года
В 1917 году стали уже встречаться несколько упрощённые календари — без царских дней, в остальном — без изменений.

## С 29 октября 1917 года
29 октября 1917 года (через два дня после своего образования) Совет Народных Комиссаров РСФСР издал декрет «О восьмичасовом рабочем дне» (первый закон о труде советской власти).
Согласно ему (статья 10), «в расписание праздников, в кои не полагается работать (пункт 2 статьи 103 Устава о Промышленном Труде), включаются обязательно»:
- все воскресные дни*
- 1 Января** [Новый год]
- 6 Января** [Богоявление. Крещение Господне]
- 27 Февраля [низвержение самодержавия (хотя отречение имп. Николая II от престола последовало лишь 2 марта; а 27 февраля был создан Временный комитет Гос. думы, преобразованный в дальнейшем во Временное правительство)]
- 25 Марта [Благовещение Пресвятой Богородицы]
- 1 Мая [день Интернационала]
- 15 Августа** [Успение Пресвятой Богородицы]
- 14 Сентября** [Воздви́жение Креста Господня]
- 25 и 26** Декабря [Рождество Христово]
- пятница и суббота** Страстной недели
- понедельник** и вторник Пасхальной недели
- день Вознесения Господня [6-й четверг по Пасхе]
- второй день праздника Сошествия Св. Духа [понедельник после праздника Св. Троицы, 8-й по Пасхе]

Примечание.

Одной звёздочкой (*) обозначены воскресные дни: согласно примечанию 1 к статье 10, «для не-христиан допускается внесение в расписание других праздников, взамен воскресных, сообразно закону их веры».

Двумя звёздочками (**) обозначены дни, в которые, согласно примечанию 2 к статье 10, «по желанию большинства рабочих предприятия или хозяйства или какого-либо его отделения могут быть заменяемы другими свободными днями». Вероятно, к ним следовало относить и вторник Пасхальной недели (то есть он не упомянут, вероятно, лишь по ошибке), коль скоро в их число включён понедельник Пасхальной недели.
Соответственно, общими для всех рабочих праздниками (и общевыходными днями), согласно первому декрету советской власти о труде, признавались:
- 27 февраля [низвержение самодержавия]
- 25 марта [Благовещение Пресвятой Богородицы]
- 1 мая [день Интернационала]
- 25 декабря [Рождество Христово]
- пятница Страстной недели
- день Вознесения Господня
- второй день праздника Сошествия Св. Духа

Кроме того, согласно ст. 2 декрета, «в канун Рождества Христова (24 Декабря) и праздника Св. Троицы работа оканчивается в 12 час. дня».
Тем не менее, по сравнению с законом от 2 июня 1897 г., число православных церковных праздников, объявлявшихся выходными декретом, сокращалось. Хотя в их числе теперь и 14 сентября (Воздви́жение Креста Господня), однако в их число не включаются 6 августа —- Преображение Господне и 8 сентября —- Рождество Пресвятой Богородицы. Хотя, что касается Преображения Господня, исключение его из числа выходных было сделано несмотря на то, что оно широко известно в России как день посещения церкви в связи с приурочиваемым к этой дате освящением яблок («Яблочный Спас»).

## С 10 декабря 1918 года
Согласно Правилам об еженедельном отдыхе и о праздничных днях (приложение к ст. 104 Кодекса законов о труде 1918 года), производство работы воспрещалось в следующие праздничные дни, посвященные воспоминаниям об исторических и общественных событиях:
- 1 января — Новый год
- 22 января — день 9 января 1905 года
- 12 марта — низвержение самодержавия
- 18 марта — день Парижской Коммуны
- 1 мая — день Интернационала
- 7 ноября — день Пролетарской Революции (революции)
- Плюс дополнительно не более 10 неоплачиваемых дней в год по решению местных советов профсоюзов по согласованию с Наркомтрудом.

В статье 111 Кодекса законов о труде РСФСР 1922 года вместо «низвержение самодержавия» написано «день низвержения самодержавия», вместо «Новый год» написано «Новый Год». В декрете Президиума ВЦИК от 30 июля 1923 года «О перенесении десяти дней отдыха, предоставленных населению православного вероисповедания по статьи 112 Кодекса Законов о Труде издания 1922 года со старого на новый стиль» упоминаются такие праздники, как Преображение, Успение и Рождество Христово. Декрет ВЦИК от 14 августа того же года разъяснял, что упоминаемые в предыдущем нормативном акте православные праздники считаются особыми днями отдыха лишь в тех местностях, где таковые объявлены местной властью.
В некоторых местностях наряду с православными праздниками (либо вместо них) особыми днями отдыха официально объявлялись праздники других религий и конфессий. Так созданное при аппарате Крымского обкома Крымское областное татарское бюро добилось признания днями отдыха Курбан-байрама, Рамазан-байрама, мусульманского Нового года и дня рождения пророка Мухаммеда. Президиум Дагестанского обкома РКП(б) 9 июля 1924 года объявил национальными праздниками Ураза-байрам и Курбан-байрам.
Постановлением Президиума ЦИК СССР от 3 августа 1923 года праздничным днём на всей территории СССР было признано 6 июля — день принятия Основного Закона (Конституции). Год спустя день союзной Конституции был перенесён на первое воскресенье июля.

### Пример на 1919 год
2 января 1919 года постановлением Пленарного заседания Совета Профессиональных Союзов нерабочими, но не праздничными, были объявлены и дни пяти наиболее почитаемых праздников Православной церкви:
(без учёта юлианского стиля)
- 6 января — Крещение Господне,
- 25 марта — Благовещение Пресвятой Богородицы
- Пасха (пятница и суббота Страстной, понедельник и вторник Пасхальной недель)
- 15 августа — Успение Пресвятой Богородицы
- 25 и 26 декабря — Рождество Христово[18]

### Пример на 1925 год
Нерабочие дни в 1925 году:
- 1 января — Новый Год
- 22 января — День 9 января 1905 года
- 12 марта — Низвержение самодержавия
- 18 марта — День Парижской Коммуны
- 18 апреля — Страстная суббота
- 19—20 апреля — Пасха
- 1 мая — День Интернационала
- 28 мая — Вознесение
- 7 июня — Троица
- 8 июня — Духов день
- 6 августа — Преображение
- 15 августа — Успение
- 7 ноября — День Пролетарской Революции
- 25—26 декабря — Рождество

Примечание: церковные праздники отмечались по новому стилю согласно календарю обновленческой церкви.

### Пример на 1928 год
«МГСПС принято постановление, воспрещающее производить в 1928 году работы в следующие праздничные дни:
- 1 января (Новый год),
- 22 января (День памяти Ленина),
- 12 марта (День низвержения самодержавия),
- 18 марта (День Парижской коммуны),
- 1 мая (День Интернационала),
- 7-8 ноября (XI год Пролетарской революции),

8 марта, в Международный день работниц, рабочий день сокращен для работниц на 2 часа.
Кроме того, воспрещается производить работы в следующие дни отдыха:
- 14 апреля (Страстная суббота),
- 16 апреля (2-й день Пасхи),
- 24 мая (Вознесение),
- 4 июня (Духов день),
- 6 августа (Преображение),
- 25 и 26 декабря (Рождество)…»[20]

## С 30 июля 1928 года
Постановление ВЦИК, СНК РСФСР от 30 июля 1928 года «Об изменении статей 111 и 112 Кодекса законов о труде РСФСР»:
- 1 января — Новый год
- 22 января — день 9 января 1905 года
- 12 марта — день низвержения самодержавия
- 18 марта — день Парижской Коммуны
- 1 и 2 мая — день Интернационала
- 7 и 8 ноября — годовщина Октябрьской революции
- Плюс ежегодно 6 особых дней отдыха (Пункт о 6 особых днях отдыха вступил в силу с 1 января 1929 года)

## С 24 сентября 1929 года
Постановление СНК СССР от 24 сентября 1929 года «О рабочем времени и времени отдыха в предприятиях и учреждениях, переходящих на непрерывную производственную неделю».
Вместо «праздников» вводился термин «революционные дни»:
- 22 января — «день памяти 9 января 1905 года и памяти В. И. Ленина»
- 1 и 2 мая — «дни Интернационала»
- 7 и 8 ноября — «дни годовщины октябрьской революции»

«Празднование остальных революционных событий производится без освобождения рабочих и служащих от работы. В день нового года и дни всех религиозных праздников (бывших особых дней отдыха) работа производится на общих основаниях».

### Пример на 1930 год
Наименования немного иные:
- 22 января — День 9 января 1905 года и памяти В. И. Ленина (скончался 21 января)
- 1—2 мая — Праздник международной солидарности пролетариата
- 7—8 ноября — День Пролетарской революции

## С 5 декабря 1936 года
Наименования праздников даны по календарю на 1941 год
- 22 января — день памяти В. И. Ленина и 9 января 1905 года
- 1—2 мая — дни боевого праздника международного пролетариата
- 7—8 ноября — XXIV годовщина Великой Октябрьской социалистической революции в СССР
- 5 декабря — Всенародный праздник — день Сталинской Конституции СССР

День Конституции установлен 5 декабря 1936 года Чрезвычайным VIII съездом Советов СССР.

## С 8 мая 1945 года
- 22 января — «день памяти 9 января 1905 года и памяти В. И. Ленина»
- 1 и 2 мая — «дни Интернационала»
- 9 мая — День Победы
- 7 и 8 ноября — «дни годовщины октябрьской революции»
- 5 декабря — День Конституции СССР

## Со 2 сентября 1945 года
- 22 января — «день памяти 9 января 1905 года и памяти В. И. Ленина»
- 1 и 2 мая — «дни Интернационала»
- 9 мая — День Победы
- 3 сентября — День победы над Японией (Праздник победы над Японией)
- 7 и 8 ноября — «дни годовщины октябрьской революции»
- 5 декабря — День Конституции СССР

Указ Президиума Верховного Совета СССР от 2 сентября 1945 года «Об объявлении 3 сентября праздником победы над Японией»

## С 7 мая 1947 года
3 сентября — рабочий день
- 22 января — «день памяти 9 января 1905 года и памяти В. И. Ленина»
- 1 и 2 мая — «дни Интернационала»
- 9 мая — День Победы
- 7 и 8 ноября — «дни годовщины октябрьской революции»
- 5 декабря — День Конституции СССР

Указ Президиума Верховного Совета СССР от 7 мая 1947 года «Об объявлении дня победы над Японией — 3 сентября нерабочим днём» («Ведомости Верховного Совета СССР», 1947 год, № 17).

## С 23 декабря 1947 года
9 мая — рабочий день
- 1 января — Новый год
- 22 января — «день памяти 9 января 1905 года и памяти В. И. Ленина»
- 1 и 2 мая — «дни Интернационала»
- 7 и 8 ноября — «дни годовщины октябрьской революции»
- 5 декабря — День Конституции СССР

Указом Президиума Верховного Совета СССР от 23 декабря 1947 года 1 января был объявлен новогодним праздником (нерабочим днём), а день 9 мая был объявлен рабочим днём (оставаясь праздничным).

## С 7 августа 1951 года
22 января — рабочий день
- 1 января — Новый год
- 1 и 2 мая — «дни Интернационала»
- 7 и 8 ноября — «дни годовщины октябрьской революции»
- 5 декабря — День Конституции СССР

Указом Президиума Верховного Совета СССР от 7 августа 1951 года день 22 января объявлен рабочим днём.

## С 26 апреля 1965 года
- 1 января — Новый год
- 8 марта — Международный женский день
- 1 и 2 мая — День международной солидарности трудящихся
- 9 мая — День Победы
- 7 и 8 ноября — годовщина Великой Октябрьской социалистической революции
- 5 декабря — День Конституции СССР

## С 7 октября 1977 года
Закон СССР от 15 июля 1970 года «Об утверждении Основ законодательства СССР и союзных республик о труде» с изменениями и дополнениями, внесёнными Законом СССР от 7 октября 1977 года.
5 декабря — рабочий день
- 1 января — Новый год
- 8 марта — Международный женский день
- 1 и 2 мая — День международной солидарности трудящихся
- 9 мая — День Победы
- 7 октября — День Конституции СССР
- 7 и 8 ноября — годовщина Великой Октябрьской социалистической революции

## С 25 сентября 1992 года
7 октября и 8 ноября — рабочие дни
- 1 и 2 января — Новый год
- 7 января — Рождество Христово[22]
- 8 марта — Международный женский день
- 1 и 2 мая — Праздник Весны и Труда
- 9 мая — День Победы
- 12 июня — День принятия Декларации о государственном суверенитете Российской Федерации[23][24]
- 7 ноября — годовщина Великой Октябрьской социалистической революции

Закон РФ от 25 сентября 1992 года № 3543-1 «О внесении изменений и дополнений в Кодекс законов о труде РСФСР»

## С 9 декабря 1994 года
- 1 и 2 января — Новый год
- 7 января — Рождество Христово
- 8 марта — Международный женский день
- 1 и 2 мая — Праздник Весны и Труда
- 9 мая — День Победы
- 12 июня — День принятия Декларации о государственном суверенитете Российской Федерации
- 7 ноября — годовщина Великой Октябрьской социалистической революции
- 12 декабря — День Конституции Российской Федерации

Указом Президента Российской Федерации от 9 декабря 1994 года № 2167 день принятия Конституции РФ — 12 декабря — объявлен нерабочим днем.

## С 1 февраля 2002 года
- 1 и 2 января — Новый год
- 7 января — Рождество Христово
- 23 февраля — День защитника Отечества
- 8 марта — Международный женский день
- 1 и 2 мая — Праздник Весны и Труда
- 9 мая — День Победы
- 12 июня — День России
- 7 ноября — годовщина Октябрьской революции, день согласия и примирения
- 12 декабря — День Конституции Российской Федерации

## С 1 января 2005 года
2 мая, 7 ноября и 12 декабря — рабочие дни
- 1 — 5 января — Новогодние каникулы
- 7 января — Рождество Христово
- 23 февраля — День защитника Отечества
- 8 марта — Международный женский день
- 1 мая — Праздник Весны и Труда
- 9 мая — День Победы
- 12 июня — День России
- 4 ноября — День народного единства

По редакции Трудового кодекса РФ от 29 декабря 2004 года

## С 26 апреля 2012 года
- 1 — 6, 8 января — Новогодние каникулы
- 7 января — Рождество Христово
- 23 февраля — День защитника Отечества
- 8 марта — Международный женский день
- 1 мая — Праздник Весны и Труда
- 9 мая — День Победы
- 12 июня — День России
- 4 ноября — День народного единства

По редакции Трудового кодекса РФ от 23 апреля 2012 года

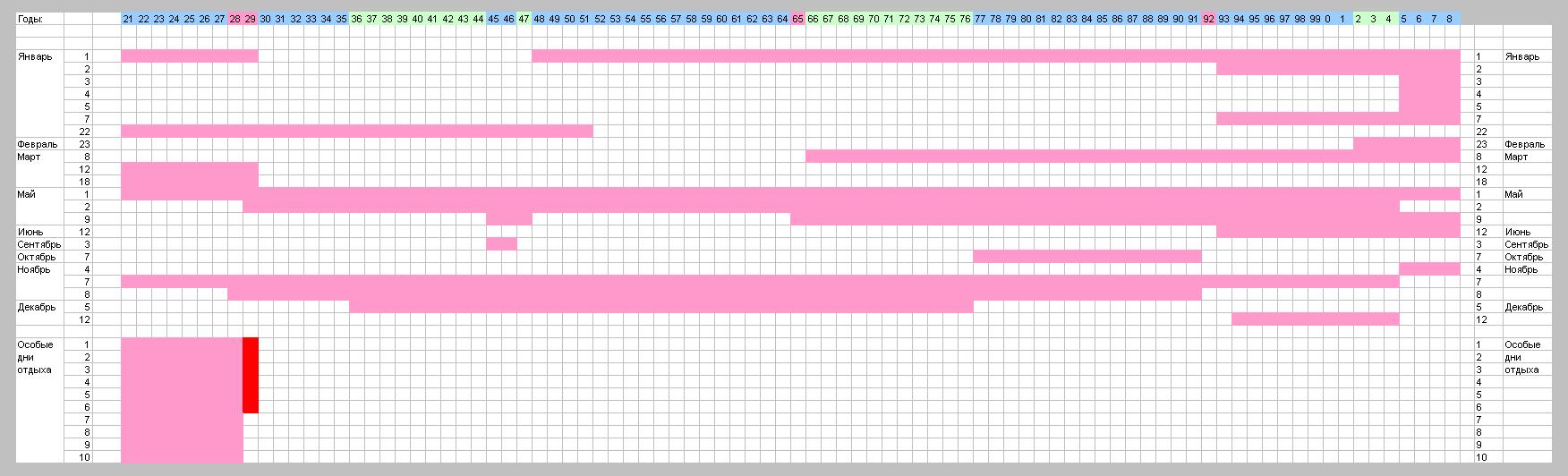
История праздников России. В данной таблице слева (и справа) указаны месяцы года и праздничные дни в них. Сверху указаны годы с 1921 по 2008. Закрашенные клетки внутри таблицы — это праздничные дни. Примечание: 1928, 1929, 1965 и 1992 годы имели свой уникальный набор праздников в связи с изменениями (отражено). В 1929 году особые дни отдыха действовали только до 24 сентября. Недостаток настоящей схемы — не известно точное количество особых дней отдыха и на какие дни они приходились. Обычно — особые дни отдыха — это церковные (православные) праздники. Однако, могли быть и праздники других религий в местах проживания неправославных народов.